# Helianthus annuus

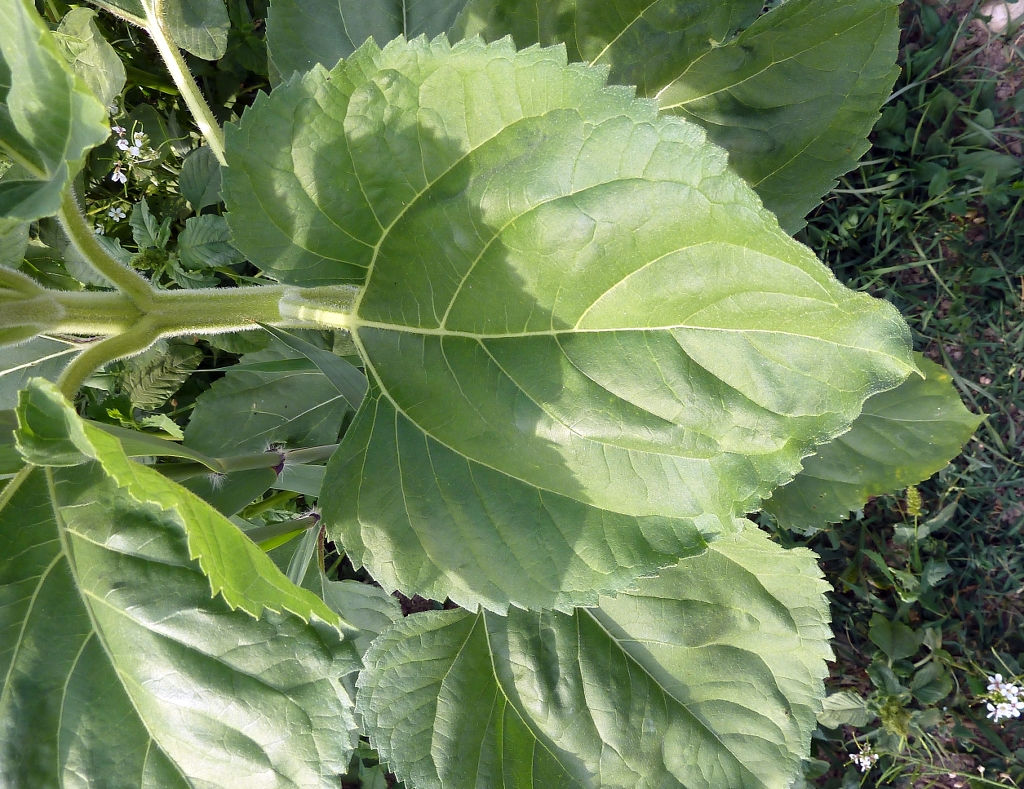
Tallo y pedúnculos hispidos, hoja de bordes aserrados y cara superior glabra.

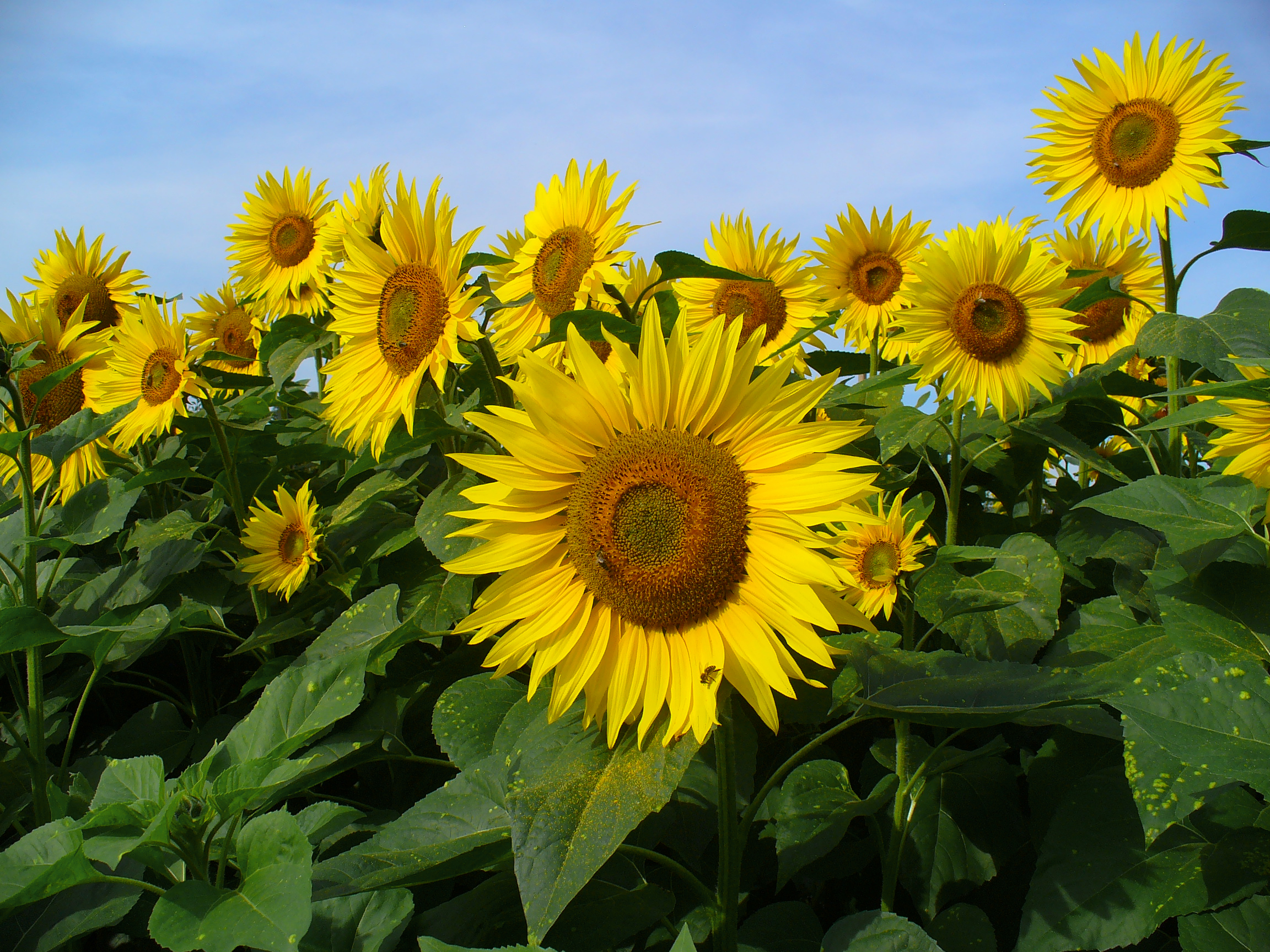
Capítulos.

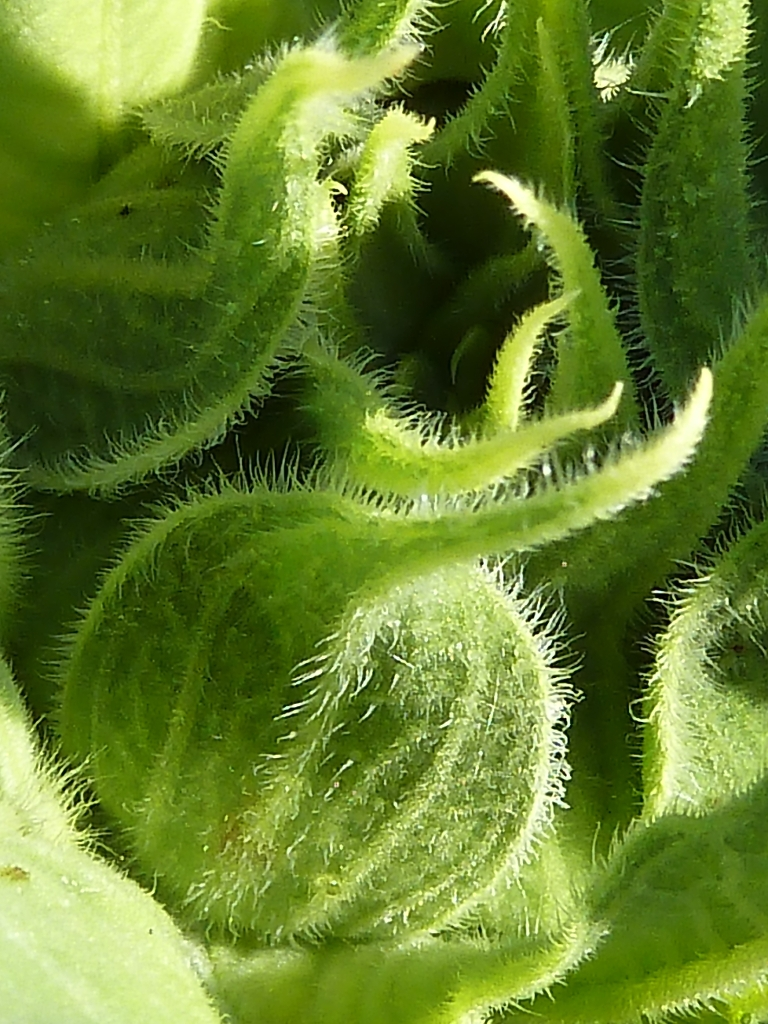
Brácteas involucrales (filarios): detalle.

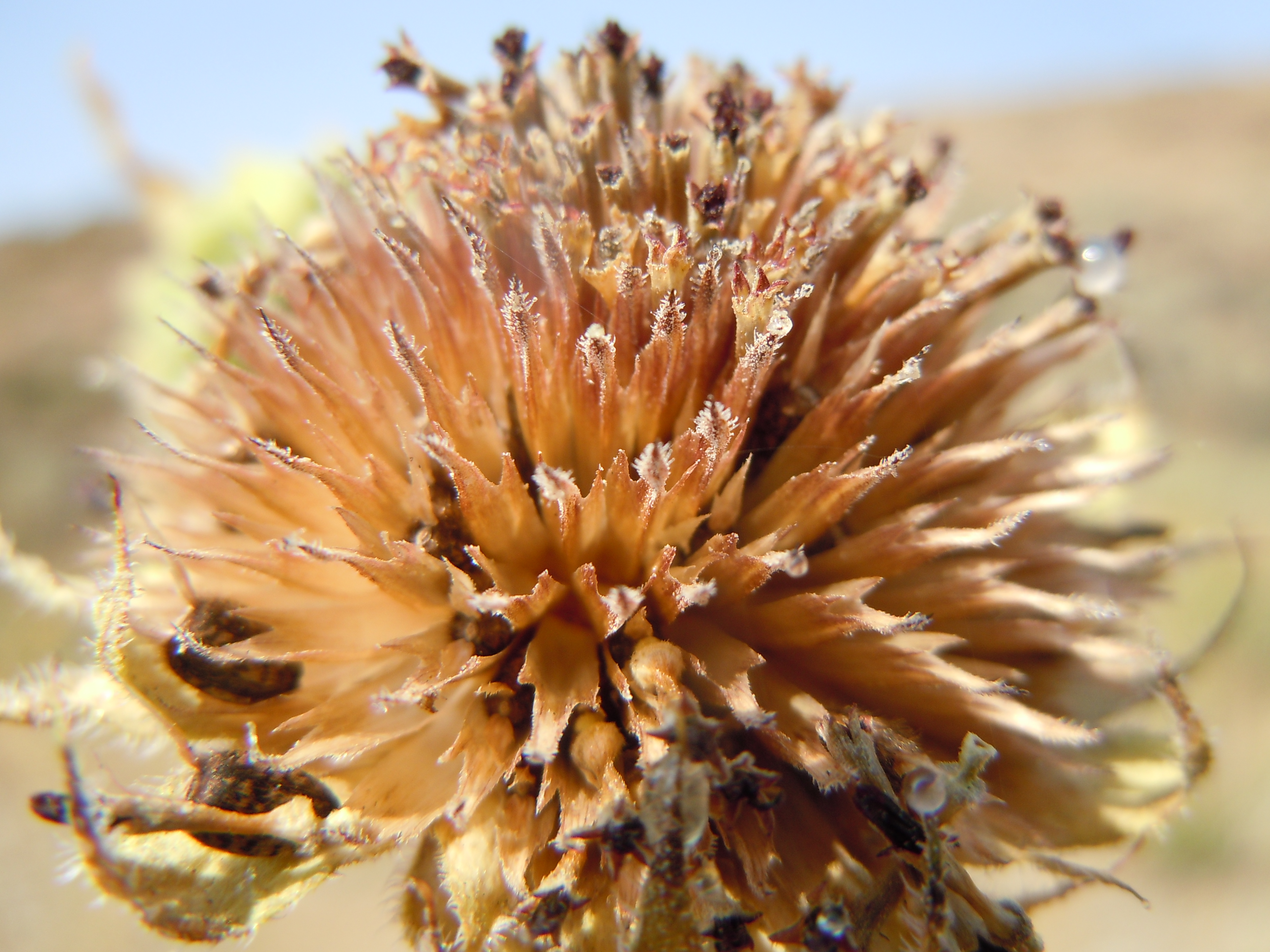
Escamas (páleas) tridentadas del receptáculo.

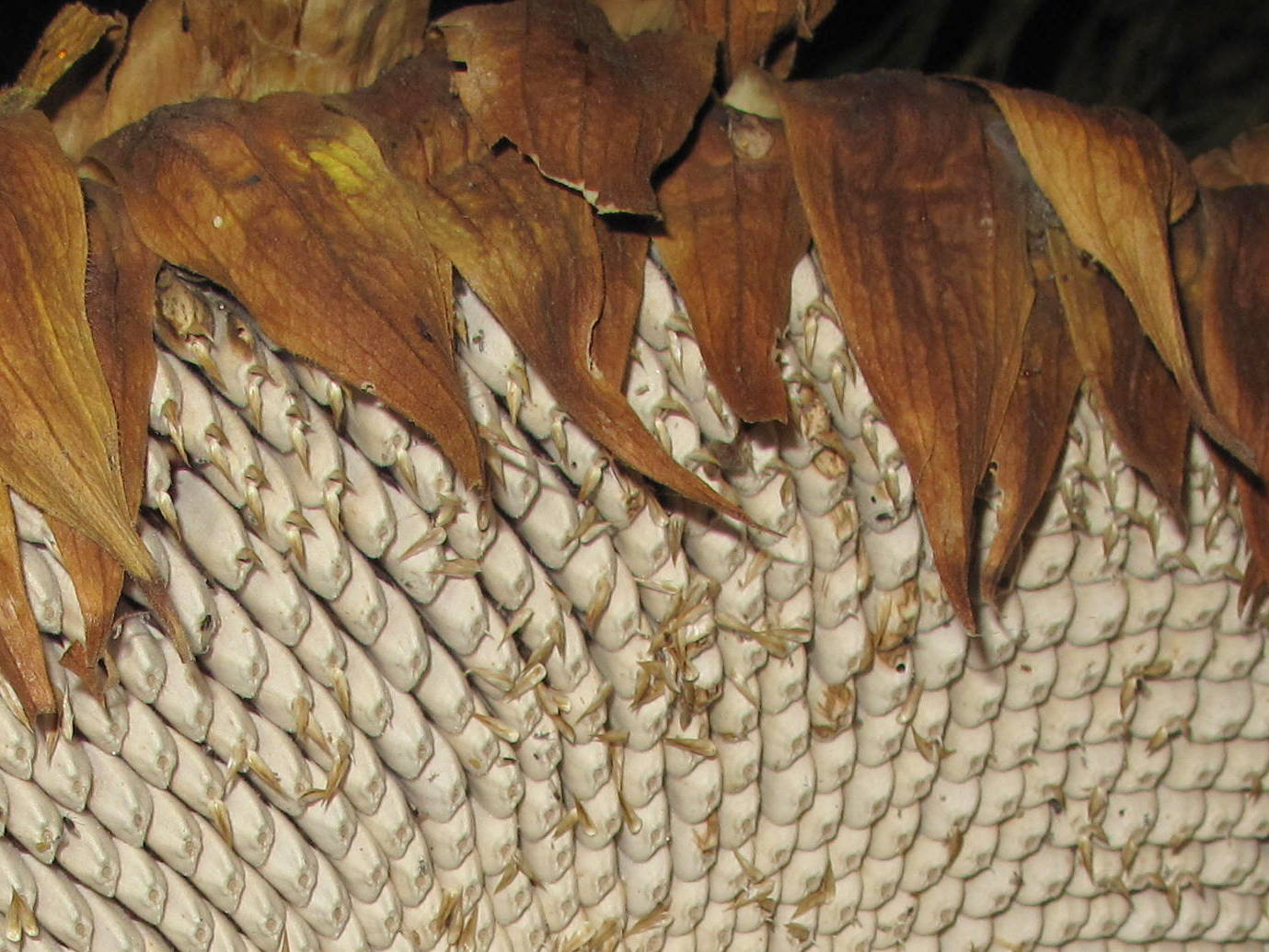
Cipselas in situ, algunas todavía con su vilano de 2 aristas.

Helianthus annuus, también llamado comúnmente girasol, mirasol, maravilla, maíz de teja, acahual (del náhuatl atl, 'agua', y cahualli, 'dejado', abandonado'), es una planta herbácea anual de la familia de las asteráceas originaria de Centro y Norteamérica y cultivada como alimenticia, oleaginosa y ornamental en todo el mundo.

## Descripción
Los girasoles son plantas anuales (como lo indica su nombre específico latín: annuus) que pueden medir tres metros de alto. Los tallos son generalmente erectos e hispidos. La mayoría de las hojas son caulinares, alternas, pecioladas, con base cordiforme y bordes aserrados. La cara inferior es usualmente más o menos hispida, a veces glandulosa y la superior glabra. El involucro es hemiesférico o anchado y mide 15-40 mm y hasta más de 20 cm. Las brácteas involucrales llamadas filarios se encuentran en número de 20-30, y hasta más de 100, ovaladas a lanceoladas —brutalmente estrechadas en el ápice— nerviadas longitudinalmente, con el borde generalmente hispido o hirsuto, al igual que sus caras exteriores, raramente son glabras. Receptáculo con escamas centimétricas tridentadas, con el diente mediano más grande y la punta hirsuta. Las lígulas, en número de 15-30, y hasta 100, de color amarillo a anaranjado hasta rojas, miden 2,5-5 cm; los flósculos, de 150 hasta 1000, del mismo color con los estambres pardos-rojizos. Los frutos son aquenios ovalados, algo truncados en la base, de 3-15 mm de largo, glabros o casi, estriados por finísimos surcos verticales, de color oscuro, generalmente casi negras —aunque pueden ser también blanquecinas, rojizas, de color miel o bien moteados o con bandas longitudinales más claras—. El vilano consiste en dos escamas lanceoladas de 2-3,5 mm acompañadas, o no, de hasta cuatro escamitas obtusas de 0,5-1 mm, todas tempranamente caedizas, (como lo indica su nombre específico latín: annuus).

## Heliotropismo

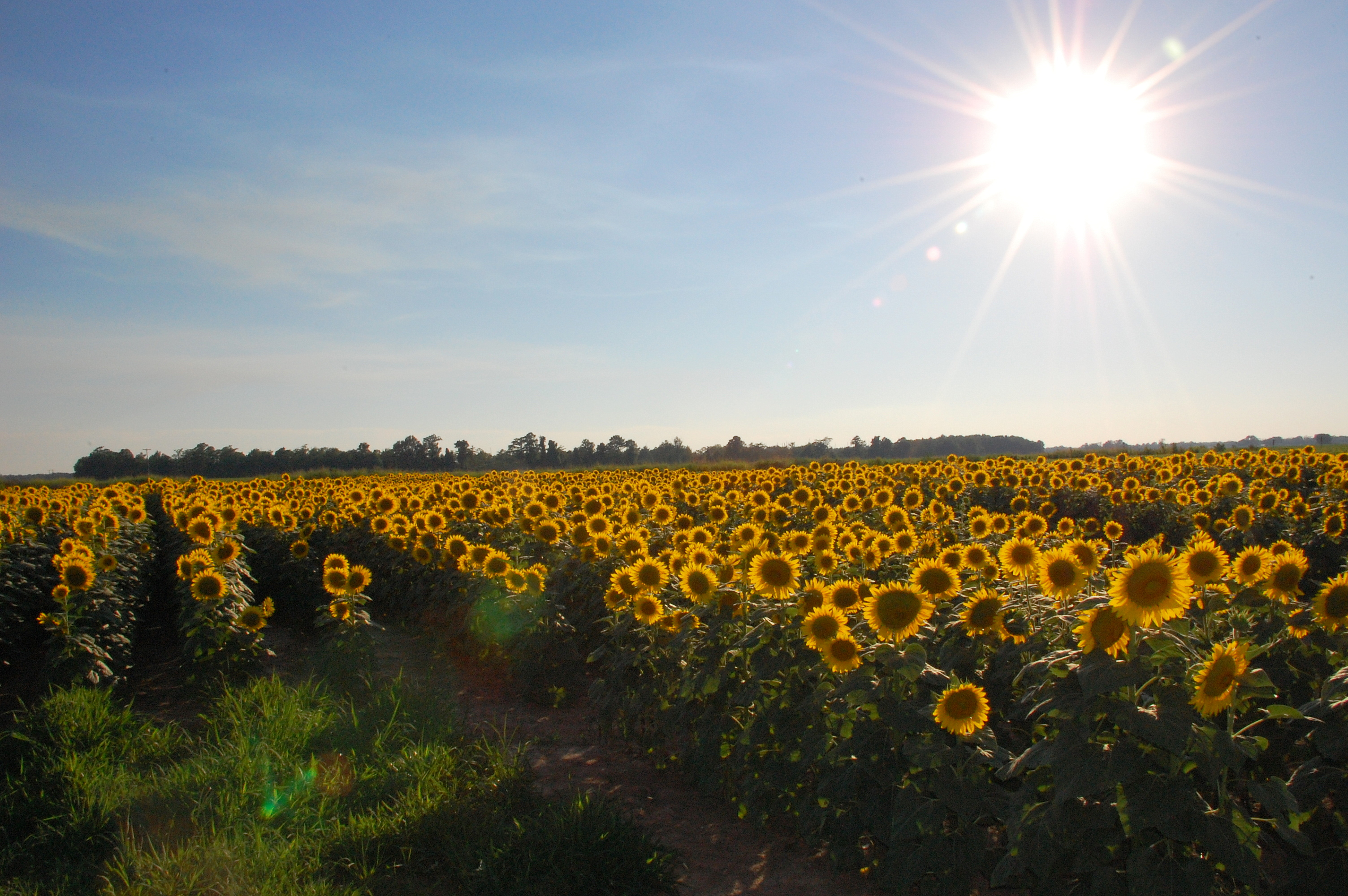
Capítulos orientados hacia el este, lejos del sol de la tarde.

Un error común es creer que las cabezas de los girasoles en flor siguen al Sol a través del cielo. Aunque los botones florales inmaduros muestran este comportamiento, los capítulos maduros apuntan en una dirección fija (y típicamente hacia el este) a lo largo del día. Esta antigua idea errónea fue rebatida en 1597 por el botánico inglés John Gerard, que cultivaba girasoles en su famoso jardín: «La alineación uniforme de las cabezas de los girasoles en un campo puede dar a algunas personas la falsa impresión de que las flores siguen al Sol».
Esta alineación es el resultado del heliotropismo en una fase temprana del desarrollo, la fase de flor joven, antes de la madurez completa de las cabezas de las flores (antesis). Los girasoles jóvenes se orientan en la dirección del Sol. Al amanecer, la cabeza de la flor mira hacia el este y se desplaza hacia el oeste a lo largo del día. Cuando los girasoles alcanzan la plena madurez, dejan de seguir al sol y se orientan continuamente hacia el este. Las flores jóvenes se reorientan durante la noche hacia el este en previsión de la mañana. Su movimiento heliotrópico es un ritmo circadiano, sincronizado por el sol, que continúa si el sol desaparece en días nublados o si las plantas se trasladan a una luz constante. Son capaces de regular su ritmo circadiano en respuesta a la luz azul emitida por una fuente de luz. Si una planta de girasol en la fase de capullo se gira 180°, el capullo se apartará del sol durante unos días, ya que la resincronización con el sol lleva su tiempo.
Cuando el crecimiento del tallo floral se detiene y la flor está madura, el heliotropismo también se detiene y la flor se orienta hacia el este a partir de ese momento. Esta orientación hacia el este permite un calentamiento rápido por la mañana y, como resultado, un aumento de las visitas de los polinizadores. Los girasoles no tienen un pulvino debajo de su inflorescencia. Un pulvinus es un segmento flexible en los tallos de las hojas (pecíolo) de algunas especies de plantas y funciona como una "articulación". Efectúa el movimiento de la hoja debido a cambios reversibles en la presión de turgencia, que se produce sin crecimiento. El cierre de las hojas de las plantas sensibles es un buen ejemplo de movimiento reversible de las hojas a través de los pulvínulos.

## Origen y distribución geográfica
El girasol es nativo de América, más precisamente de Norteamérica o de Centroamérica. Existen registros de su domesticación alrededor del 2600 a. C en México. Su cultivo se remonta al año 1000 a. C. En muchas culturas originarias americanas, el girasol fue utilizado como la representación de la deidad solar, principalmente los aztecas y otomíes en México, y los incas, chancas, huancas y chachapoyas en el Perú.
Francisco Pizarro lo encontró en Tahuantinsuyo, donde los nativos veneraban una imagen de girasol.
Los españoles llevaron figuras de oro de la flor, así como semillas, a Europa a comienzos del siglo XVI, desde allí se extendió a prácticamente todo el mundo, donde hoy es cultivado intensivamente con fines alimenticios y ornamentales.

## Usos
Hay distintos tipos de girasoles: oleaginosos, de confitura o confitería, de alto contenido de ácido oleico y ornamentales.
El girasol contiene hasta un 58 % de aceite en su fruto, aceite usado para cocinar, y en la producción de biodiésel. El aceite de girasol virgen —obtenido del prensado de las pipas—, aunque no posee las cualidades del aceite de oliva, sí posee una cantidad cuatro veces mayor de vitamina E natural que este.
El «orujo» que queda después de la extracción del aceite se utiliza como alimento para el ganado.
Los tallos contienen una fibra que puede ser usada en la elaboración del papel, y las hojas pueden servir también de alimento para el ganado.

## Propiedades
En Sonora se usa en diversas enfermedades como pleuresía, resfriado, catarro, para las llagas, heridas, trastornos nerviosos, dolor de cabeza, y en el estado de Veracruz se indica para las reumas.
En la mayoría de los casos se recomienda emplear el tallo. Sin embargo, para aliviar las reumas se aconseja hacer una maceración en alcohol de las semillas y con esto friccionar las partes afectadas.
Historia
El Códice Florentino, en el siglo XVI relata: se usa para el dolor de ojos, el calor interior (fiebre), para la digestión y purifica los intestinos.
En el siglo XX, Maximino Martínez refiere los usos siguientes: afrodisíaco, anticatarral y antipalúdico.

## Frutos y semillas de girasol o pipas

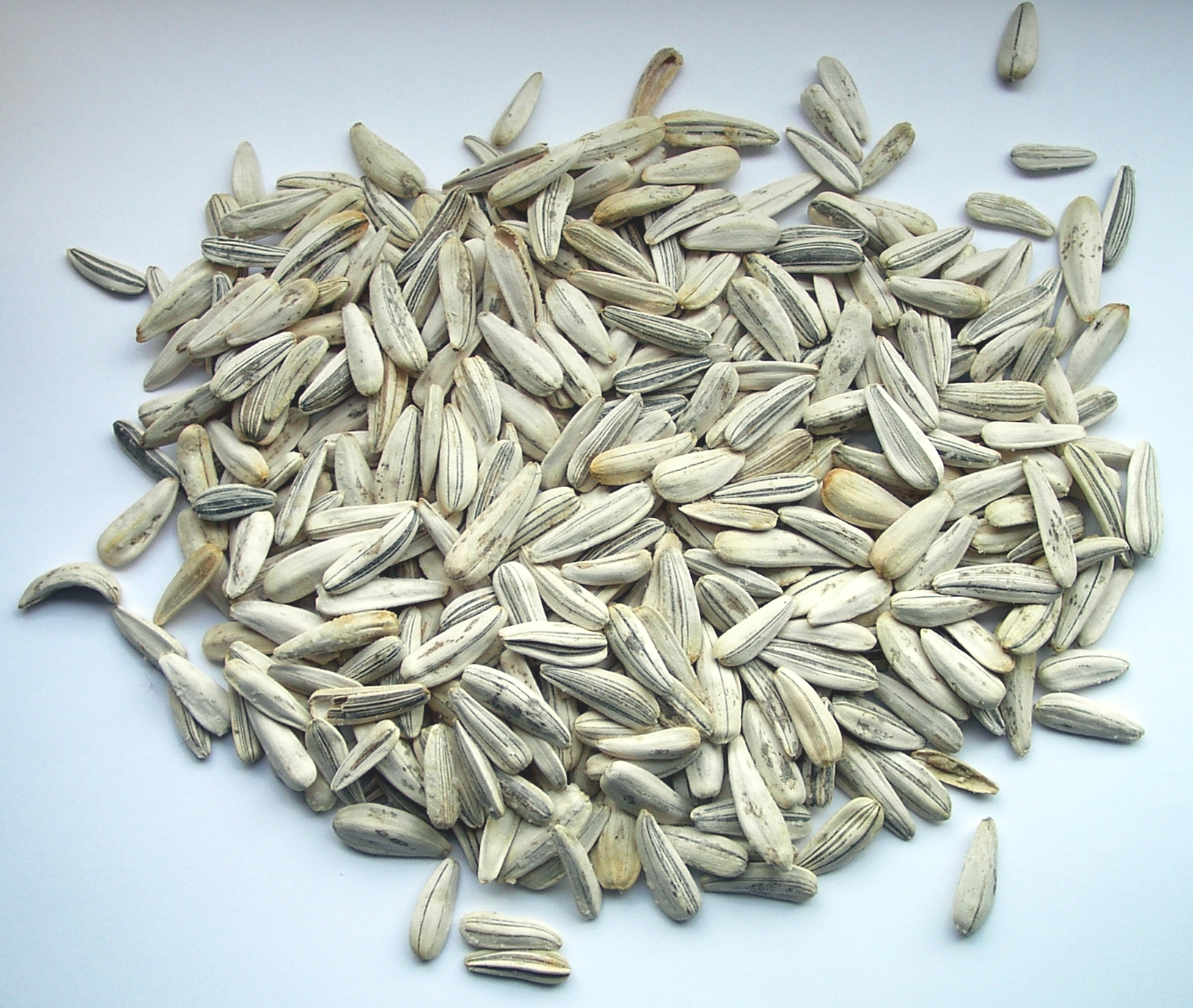
Semillas de girasol desprovistas de su vilano y tostadas (pipas).

Los frutos del girasol —llamados también pipas o semillas de girasol (aunque en realidad la semilla con cáscara es el fruto en sí)— suelen ser consumidos tras ser tostado y, en ocasiones, un salado; se consideran muy saludables, ya que, al igual que el aceite de girasol, son ricos en alfa-tocoferol (vitamina E natural) y minerales.
| Principales productores de semilla de girasol (2018) (toneladas) | Principales productores de semilla de girasol (2018) (toneladas) |
| ---------------------------------------------------------------- | ---------------------------------------------------------------- |
| Ucrania                                                          | 14 165 170                                                       |
| Rusia                                                            | 12 755 725                                                       |
| Argentina                                                        | 3 537 545                                                        |
| Rumania                                                          | 3 062 690                                                        |
| China                                                            | 2 550 000                                                        |
| Turquía                                                          | 1 949 229                                                        |
| Bulgaria                                                         | 1 927 040                                                        |
| Hungría                                                          | 1 832 212                                                        |
| Francia                                                          | 1 247 936                                                        |
| Estados Unidos                                                   | 959 990                                                          |
| España                                                           | 950 346                                                          |

Fuente

## Cultivo

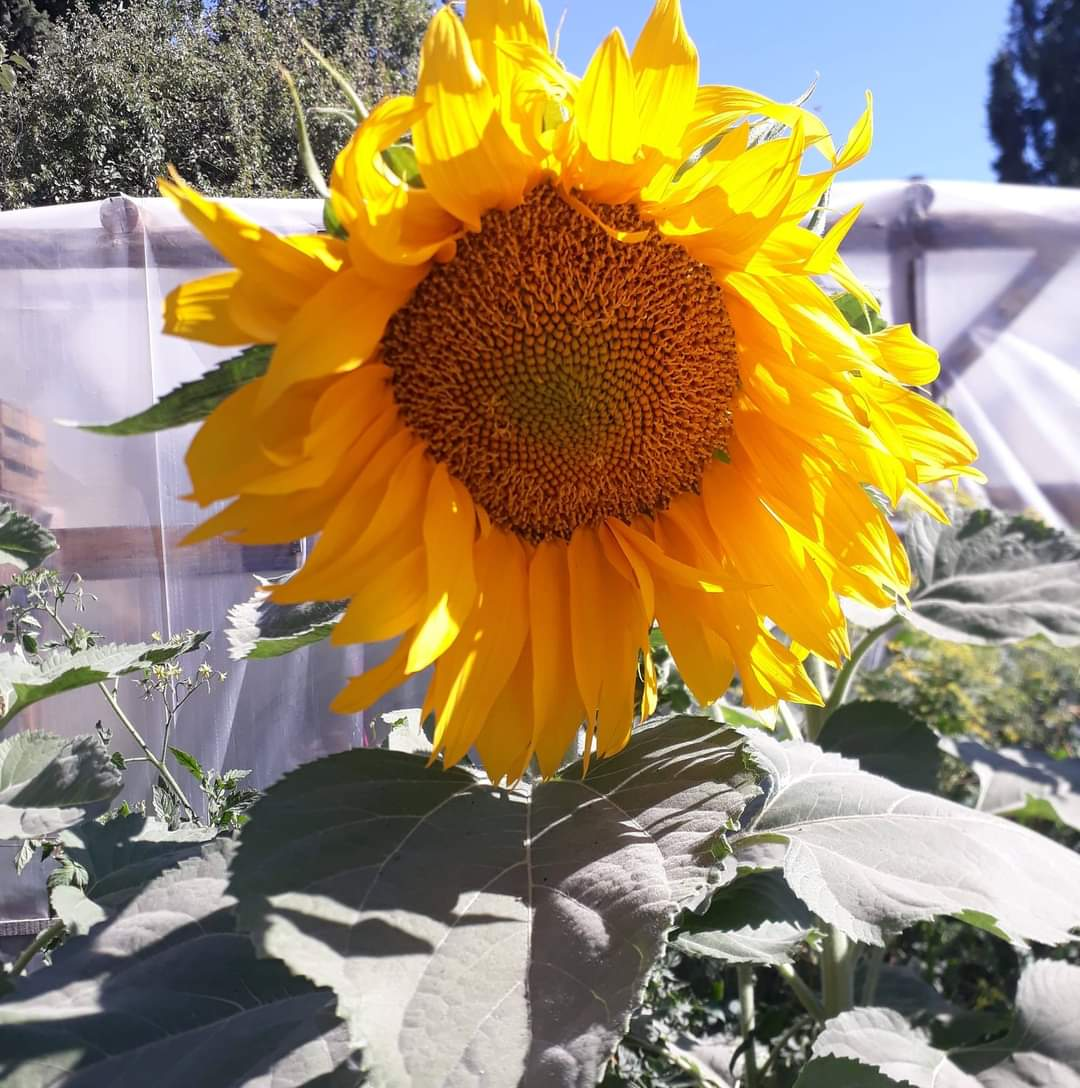
Girasol grande, cultivado en El Bolsón.

La época de siembra para el cultivo de secano varía según la latitud, pero dura aproximadamente un mes a contar del inicio del verano. La siembra se debe efectuar en hileras separadas a 0,70 m, con una densidad de siembra de cuatro plantas por metro lineal.
Es un cultivo poco exigente en el tipo de suelo, aunque prefiere los arcillo-arenosos y ricos en materia orgánica, pero es esencial que el suelo tenga un buen drenaje y la capa freática se encuentre a poca profundidad.
La germinación de las semillas de girasol depende de la temperatura y de la humedad del suelo, siendo la temperatura media de 5 °C durante 24 horas.
La profundidad de siembra se realiza en función de la temperatura, humedad y tipo de suelo.

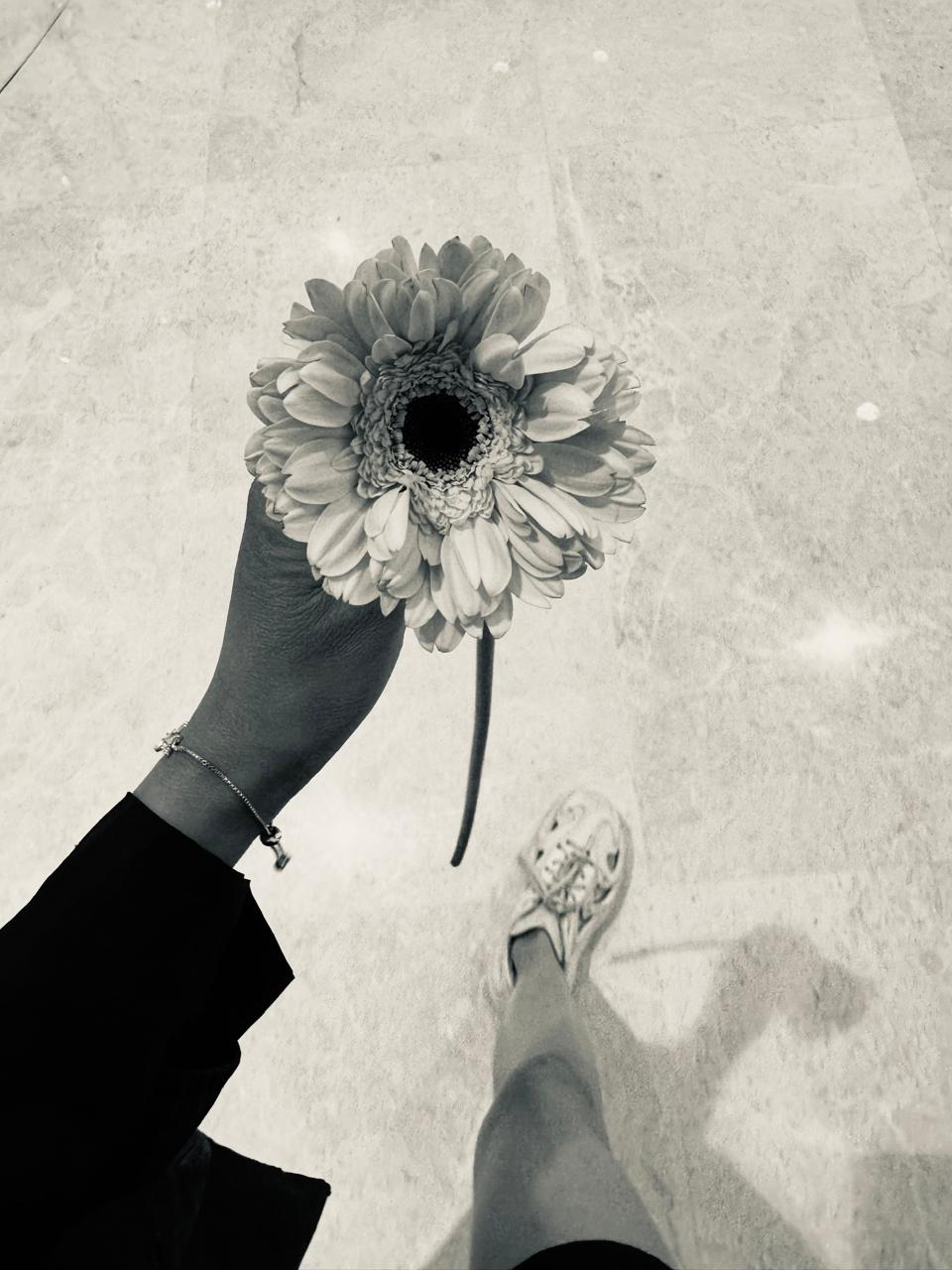
Girasol marchito.

- En zonas húmedas con primaveras cálidas, con suelos pesados y húmedos, la profundidad de siembra es de 5 a 6 cm.
- En zonas con primaveras secas, con suelos ligeros y poca humedad, la profundidad de siembra es de 7 a 9 cm.
- Si el terreno es ligero y mullido la profundidad de siembra es mayor, al contrario que ocurre si el suelo es pesado.

Las plantas que proceden de siembras superficiales germinan y florecen antes que las procedentes de siembras profundas.
Algunas variedades desarrolladas recientemente tienen cabezas decaídas. Estas variedades son menos atractivas para los jardineros que crían las flores como ornamento, pero atractivas para los granjeros, porque pueden reducir los daños producidos por los pájaros y las pérdidas por enfermedades vegetales.

## Taxonomía
Helianthus annuus fue descrita por Carlos Linneo y publicado en Species Plantarum 2: 904-905. 1753.
Sinonimia
- Helianthus annuus subsp. jaegeri (Heiser) Heiser
- Helianthus annuus subsp. lenticularis (Douglas ex Lindl.) Cockerell
- Helianthus annuus var. lenticularis (Douglas ex Lindl.) Steyerm.
- Helianthus annuus var. macrocarpus (DC.) Cockerell
- Helianthus annuus var. texanus (Heiser) Shinners
- Helianthus annuus subsp. texanus Heiser
- Helianthus aridus Rydb.
- Helianthus erythrocarpus Bartl.
- Helianthus indicus L.
- Helianthus jaegeri Heiser
- Helianthus lenticularis Douglas
- Helianthus lenticularis Douglas ex Lindl.
- Helianthus macrocarpus DC.
- Helianthus macrocarpus DC. & A.DC.
- Helianthus multiflorus Hook.
- Helianthus ovatus Lehm.
- Helianthus platycephalus Cass.
- Helianthus tubaeformis Nutt.[19]

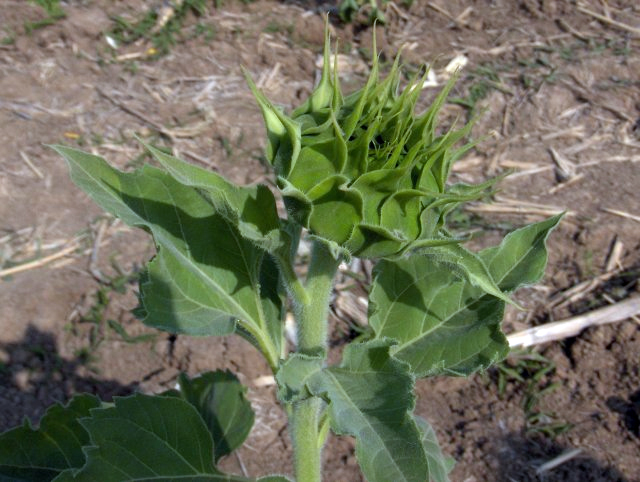
La primera etapa en la formación de este capítulo.
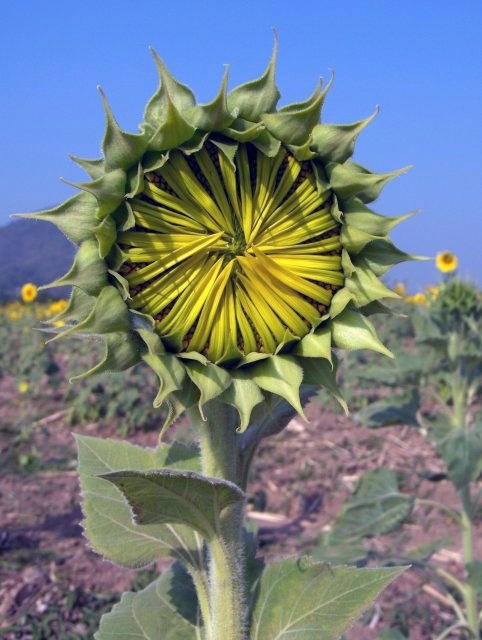
El capítulo está todavía cubierto, pero de cara al sol.
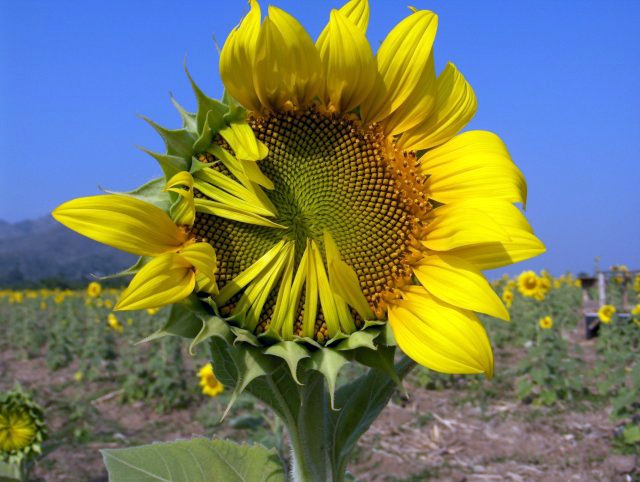
El capítulo está expuesto casi completamente.
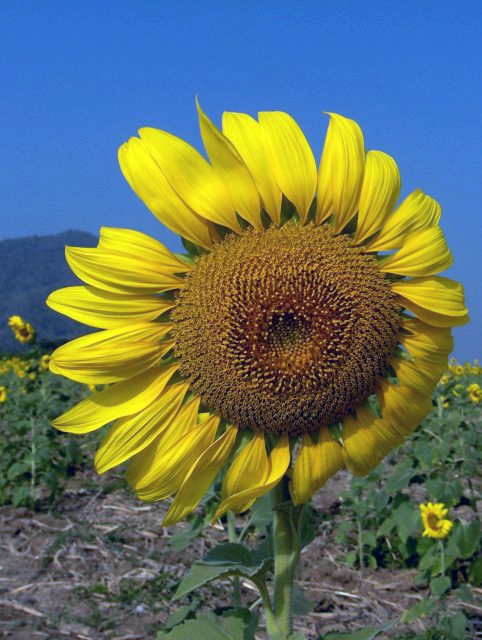
El capítulo está completamente expuesto.

## Nombres vernáculos
Castellano: copa de Júpiter (4), corona de rey, corona real (4), flor de sol, flor del sol (3), giganta, gigantea, girasol (30), girasoles, heliantemo, mirasol (9), mirasol común, mirasoles, pipa, rosa de Hiericó, rosa de Jericó, sol de las Indias (3), tornasol (7), trompeta de amor, yerba del sol. También en Filipinas las llaman mirasol. Las cifras entre paréntesis indican la frecuencia del vocablo en España.
En el sur de México se llama chimalatl.

## Girasol y matemáticas

Ilustración del modelo de Vogel para n=1500. Compárese con la imagen de la distribución de las semillas en el capítulo de girasol que se halla debajo.

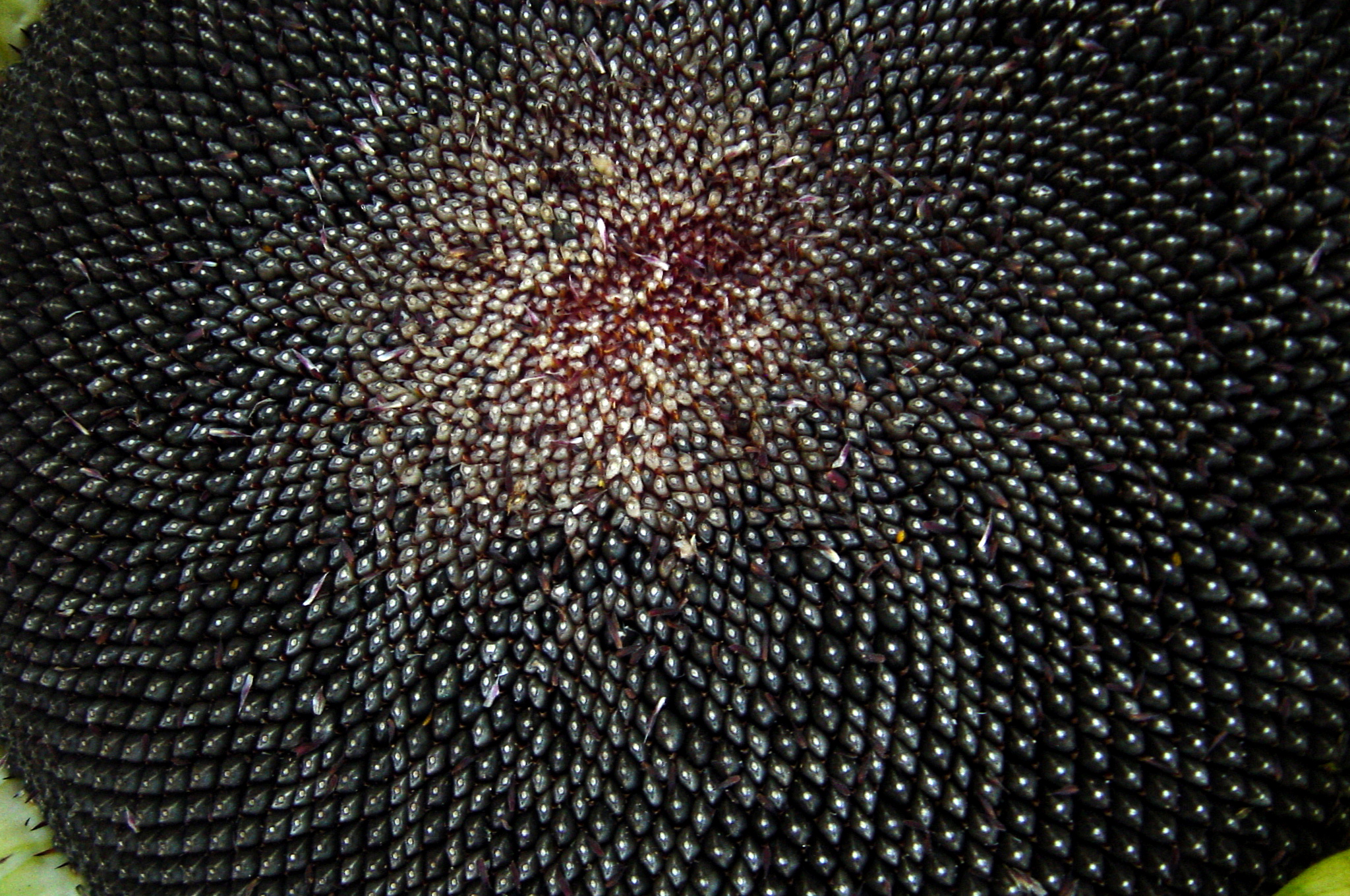
Distribución de las semillas en un capítulo de girasol.

H. Vogel ha propuesto un modelo para el patrón de distribución de las flores (y semillas) en el capítulo de girasol. Este modelo se expresa en coordenadas polares,
{\displaystyle r=c{\sqrt {n}}},
{\displaystyle \theta =n\times 137.5^{\circ }},
donde θ es el ángulo, r es el radio o distancia desde el centro y n es el número índice de la flor y c es una constante. Es una forma de espiral de Fermat. El ángulo de 137.5° se relaciona con la proporción áurea y provee la forma más eficiente de empaquetamiento de las flores. Este modelo ha sido utilizado para realizar representaciones gráficas de los capítulos de girasol por computadora.